# التأليف أبوفثامس

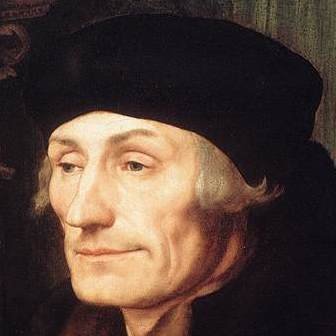
العالم ايراسموس

التأليف أبوفثامس، هو ترجمة للبلوتارخ أو فلوطرخس الصورة أبوفثامس التي كتبها ايراسموس روتردام، وهي مجموعة من أبوفثامس من العصور الكلاسيكية القديمة. كررت العديد من الأفكار أبوفثامس الكلاسيكية أفكار كل منسقراط وأفلاطون والإسكندر الأكبر. وفقًا لسبيروني، فإن التأليف ابوفثامس هي واحدة من "أكثر المجموعات الضخمة من أبوفثامس الكلاسيكية... التي تم تجميعها في أي وقت مضى..." إليك بعض العينات من أبوفثامس الخاص بـايراسموس: 
 في فصل الشتاء بينما كان يسير في المسيرة مع جيشه، كان الإسكندر الأكبر يجلس بجوار المخيم، يراقب الجيش وهو يسير. لاحظ اثنا المراقبة محاربًا قديمًا يرتجف من البرد، محاولًا العثور على مكان بالقرب من النار ليتدفى به. فقام ألكسندر وامسك بيد الرجل واجلسه على كرسيه الخاص، قائلاً، "إذا كنت قد ولدت فارسيًا، فستكلف رأسك أن تجلس على كرسي الملك، لكنك مقدوني، وليست فارسيًا. فاجلس ". 
 ذات مرة قام ميتلوس بأتهام شيشرون انه قد تسبب في وفاة عدد كبير من الأشخاص من خلال شهادته الشخصية أكثر مما أنقذ من خلال تمثيله في المحكمة. رد شيشرون، "في الواقع، لأن نزاهتي تفوق بلاغيتي". 
 تم العثور على رجل شاب معين جاء إلى روما من المقاطعات ليشبه بشكل مذهل أوغسطس قيصر. وقد سماع أغسطس بذالك، فذهب وأحضر الرجل أمامه. ليدرك اللتشابه الوثيق، سأله أوغسطس، "أخبرني، هل أمضت والدتك أي وقت في روما؟" رد الشاب مسرعا، "أمي، أبدا
، لكن والدي، كان ياتي في كثير من الأحيان". 
 كان أحد دروس سقراط أنه يجب على الرجال الامتناع عن الأطعمة التي قد تحفز الرجل على تناول الكثير من الطعام عندما لا يكون جائعا، والمشروبات التي قد تدفعه لشرب الكثير عندما لا يكون عطشانا. وقال أن أفضل صلصة في العالم هي أن تكون جائعا. 

## الطباعات المنشورة
• أبوفثامس من ايراسموس، ترجم إلى اللغة الإنجليزية من قبل نيكولاس أودال. أعيد طبعها حرفيا من الطبعة النادرة من 1564Ľ. بوسطن، لينكولنشاير: روبرت روبرتس. 1877. تم الاسترجاع 18 يناير 2018 - عبر أرشيف الإنترنت.